# Vousák bělouchý
Vousák bělouchý (Stactolaema leucotis) je malý pták z čeledi Lybiidae.

## Areál rozšíření
Žije v hejnech v Africe – v Keni, Malawi, Mosambiku, Jižní Africe, Svazijsku, Tanzanii a Zimbabwe. Často hnízdí s ostatními ptáky z čeledi vousákovitých.

## Popis
Dorůstá délky 17–18 cm a hmotnosti 48–63 g. Má tmavohnědé peří na křídlech, bílé pruhy přes uši, břicho je bílé a hlava je z části černá.

## Potrava
Potrava sestává převážně z ovoce – fíky, mango, guavas, papáje a jalovcové bobule. Doplňuje ji hmyz – můry, kobylky, vosy, sršně, švábi a vážky.

## Hnízdění
Hnízdí v dutinách vysekaných do mrtvého dřeva ve výši 5–18 metrů nad zemí. Hnízdní sezona začíná na konci období dešťů, snůšku tvoří 2–6 vajec, na kterých rodiče sedí 14 až 18 dní. Na inkubaci vajec i péči o mláďata se mohou podílet i starší mláďata.